# 石灰岬灯塔
石灰岬灯塔（英語：Lime Point Lighthouse）是美国加利福尼亚州的一座灯塔，位于金门海峡最狭窄处的北岸。该灯塔坐落于金门大桥北侧固定点附近的一处陡峭的悬崖上：这段长约100英尺的石脊名为“石灰岬”。

## 历史

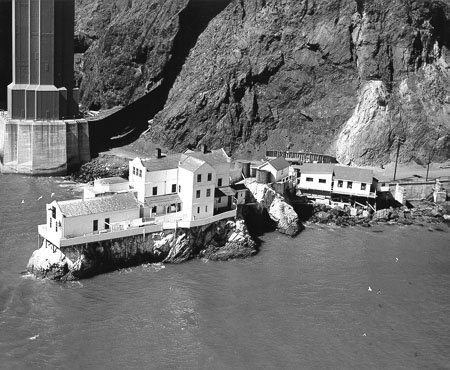
美国海岸警卫队照片档案

石灰岬灯塔的砖结构建筑建成于1883年，为一处雾钟信号站，配备了一台燃煤驱动的12英寸蒸汽汽笛。在灯塔运营期间，其设施包括雾钟信号站、煤棚、水箱和两层看守员宿舍。看守员宿舍在后来被改造成了三层建筑。
1900年，在雾钟站的东南角水面上方20英尺的高度上加挂了一台透镜提灯。1902年，燃煤驱动的汽笛改用原油，以降低运营成本和烟气污染。
石灰岬灯塔在金门大桥建成后仍然继续运行，因为尽管桥南端的堡岬灯塔已然退役，但得益于其位置，石灰岬灯塔依然可以进行有效的光照与雾钟导航。1061年，美国海岸警卫队自动化了石灰岬灯塔，三层宿舍和其他建筑均被拆除，仅留雾钟信号站。